# Sisački lipanjski susreti
Sisački lipanjski susreti su godišnji folklorni festival krajem lipnja u Sisku, u organizaciji gradskog Folklornog ansambla "Ivan Goran Kovačić". Smotra okuplja kulturno-umjetnička društva i ansamble iz županije, ali i cijele središnje Hrvatske i šire. Održavaju se od 2003. godine.